# Vanessa Sterckendries
Vanessa Sterckendries (* 15. September 1995 in Löwen) ist eine belgische Leichtathletin, die sich auf den Hammerwurf spezialisiert hat.

## Sportliche Laufbahn
Erste internationale Erfahrungen sammelte Vanessa Sterckendries im Jahr 2014, als sie bei den Juniorenweltmeisterschaften in Eugene mit einer Weite von 61,63 m den achten Platz im Hammerwurf belegte. 2017 schied sie bei den U23-Europameisterschaften in Bydgoszcz mit 61,75 m in der Qualifikationsrunde aus und 2022 startete sie bei den Weltmeisterschaften in Eugene und verpasste dort mit 67,88 m den Finaleinzug. Auch bei den anschließend in München stattfindenden Europameisterschaften schied sie mit 66,95 m in der Vorrunde aus. Im Jahr darauf wurde sie bei der 1. Liga der Team-Europameisterschaft im Rahmen der Europaspiele in Chorzów mit 67,95 m Siebte und 2024 schied sie bei den Olympischen Sommerspielen in Paris mit 67,67 m in der Qualifikationsrunde aus.
In den Jahren von 2018 bis 2024 wurde Sterckendries belgische Meisterin im Hammerwurf.